# Handwörterbuch des politischen Systems der Bundesrepublik Deutschland
Das Handwörterbuch des politischen Systems der Bundesrepublik Deutschland (HPSD) ist ein politik- bzw. sozialwissenschaftliches Handwörterbuch zum politischen System der Bundesrepublik Deutschland. Es erschien erstmals 1992 und wird durch Uwe Andersen (Ruhr-Universität Bochum) und Wichard Woyke (Westfälische Wilhelms-Universität Münster) ursprünglich bei Leske + Budrich herausgegeben. Das Handwörterbuch gilt mittlerweile als Standardwerk und erschien zuletzt 2021 bei Springer VS in der 8. Auflage. Eine Lizenzausgabe in Druckform wurde 2003 von der Bundeszentrale für politische Bildung veröffentlicht; die Artikel der 8. Auflage sind auf der Internetseite der Bundeszentrale für politische Bildung online abrufbar. Thematisch soll es unter Berücksichtigung der deutschen Wiedervereinigung an die Publikation von Kurt Sontheimer und Hans H. Röhring der 1970er Jahre anknüpfen. Das Handbuch umfasst mehr als 150 Artikel unterschiedlicher Autoren, die Herausgeber waren um Pluralismus und Interdisziplinarität bemüht.
1995 war die Rezension in der Zeitschrift Francia noch zurückhaltend, wenngleich die „thematische Auswahl der Artikel […] überzeugend“ war. 2010 befand der Rezensent der Zeitschrift für Parlamentsfragen: „es [halte] sich bei dem vorliegenden Band um ein nützliches  Nachschlagewerk, das man für eine erste Orientierung oder […] zur eigenen Wissensauffrischung gut zu Rate ziehen kann.“

## Ausgabe
- Uwe Andersen, Wichard Woyke (Hrsg.): Handwörterbuch des politischen Systems der Bundesrepublik Deutschland. 7., vollständig aktualisierte Auflage, Springer VS, Wiesbaden 2013, ISBN 978-3-531-18488-3.
- Wichard Woyke,  Jörg Bogumil, Stefan Marschall, Wichard Woyke  (Hrsg.): Handwörterbuch des politischen Systems der Bundesrepublik Deutschland. 8., überarbeitete und erweiterte Auflage, Springer VS, Wiesbaden 2021, ISBN 978-3-658-23665-6.